# 迈克尔·格拉贝尔
迈克尔·格拉贝尔（法語：Mickaël Gelabale，1983年5月22日—），法国职业篮球运动员，曾效力于美国NBA联盟。他在2005年的NBA选秀中第2轮第18顺位被西雅图超音速选中。